# IC 284
IC 284 је спирална галаксија у сазвјежђу Персеј која се налази на листи објеката дубоког неба у Индекс каталогу.
Деклинација објекта је + 42° 22' 18" а ректасцензија 3h 6m 9,9s. Привидна величина (магнитуда) објекта IC 284 износи 12,0 а фотографска магнитуда 12,6. Налази се на удаљености од 37,4 милиона парсека од Сунца. IC 284 је још познат и под ознакама UGC 2531, MCG 7-7-23, CGCG 540-37, IRAS 03029+4211, PGC 11643.